# Листок жизни
Листок жизни (Vitality Leaf) — российский экологический сертификат по международному стандарту ISO 14024, присуждаемый Экологическим союзом (Санкт-Петербург) с 2001 года, единственный российский сертификат, признанный Всемирной Ассоциацией Экомаркировки (GEN). Сертификацию могут пройти производители продовольственной и непродовольственной продукции и компании сферы услуг. Подтверждение соответствия товаров и услуг требованиям экологических стандартов осуществляется на основе анализа всех стадий жизненного цикла — «от добычи сырья до утилизации». Решение о выдаче сертификата соответствия и разрешения на право применения экомаркировки принимается на основании положительного заключения экспертизы.

## История
Сертификат «Листок жизни» появился в 2001 году в Санкт-Петербурге по инициативе председателя правления Экологического союза Семёна Гордышевского. В 2007 году система была зарегистрирована в официальном реестре систем добровольной сертификации и получила собственный знак соответствия. Также в 2007 году сертификат был признан Всемирной Ассоциацией Экомаркировки (GEN). Программа «Листок жизни» признана международным сообществом соответствующей мировой практике добровольной экологической сертификации. В 2011 году программа была аккредитована в Международной программе взаимного доверия и признания ведущих экомаркировок мира (GENICES), а в 2017 успешно подтвердила свой статус.

## Миссия
Заявленной миссией организации является: 1) содействие развитию зеленой экономики, обеспечение высокого качества жизни людей и сохранение для будущих поколений здоровой окружающей среды; 2) поддержка развития экологически безопасного производства; 3) формирование экологической культуры и культуры экопотребления, борьба с гринвошингом.